# هيرويوكي
هيرويوكي (باليابانية: ヒロユキ) هو رسام توضيحي ومانغاكا ياباني، ولد في 23 أبريل 1982 في إيشيكاوا في اليابان.

## وصلات خارجية
- الموقع الرسمي